# Стеван Перков Вукотић
Стеван Перков Вукотић (? — 1867) био је  политичар из Црне Горе, сенатор, сердар, старешина катунског кулука, отац војводе Петра Вукотића и деда књегиње Милене Петровић Његош (рођ. Вукотић).
Према речима Петра II Петровића Његоша, био је „занешени фанатик Црногорац, Србин, Славјанин велики“ Његош је Стевана Перкова волео и поштовао као оца, па је хтео да после њега Петровићи и Вукотићи остану у пријатељству.
По његовом предлогу је уведена Обилића медаља.